# 曼努埃尔二世 (拜占庭)
曼努埃爾二世·巴列奥略（希臘語：Μανουήλ Β' Παλαιολόγος，1350年6月27日—1425年7月21日），拜占庭皇帝（1391年－1425年在位）。

## 生平
曼努埃爾二世是拜占庭皇帝约翰五世與其妻海伦娜·康塔库尊娜的次子。
曼努埃爾二世曾于1365年及1370年前往西方尋求對拜占庭的支持，另自1369年起擔任帖撒罗尼迦總督。1373年獲立為儲君及共同統治者，後來曾經被送往奧斯曼帝國作為人質。1378年，答應以非拉鐵非換取奧斯曼帝國對內戰的援助。其父于1391年2月去世後逝世後，回到本國繼承帝位，並與蘇丹建立了良好的關係，成為附庸。為了換取奧斯曼帝國承認其統治，被迫拆除黃金之門的防禦工事。
1394年，拜占庭帝國與奧斯曼帝國的關係轉差，曼努埃爾二世試圖與約翰七世修好，奧斯曼帝國蘇丹要向曼努埃爾二世下達死刑，但後來改變了決定，要求在君士坦丁堡建立一個土耳其人聚居地及建造一所清真寺。曼努埃爾二世予以拒絕，並且拒絕向蘇丹進貢，不理會蘇丹的使者，這導致了1394年的圍城。曼努埃爾二世呼籲進行十字軍東征。1396年，神聖羅馬帝國的西吉斯蒙德領導的十字軍在尼科波利斯戰役裡戰敗。十字軍的失敗使曼努埃爾二世要到西歐求援，不過曼努埃爾卻在1390年代末成功擋住奧斯曼人的進攻。察合台汗國的帖木兒率軍侵入安那托利亞，拆散忠於奧斯曼帝國蘇丹的安納托利亞侯國。在安卡拉之戰，擊敗巴耶塞特一世。此後，巴耶塞特一世的兒子們各自率領奧斯曼土耳其人互相攻伐。拜占庭帝國沒有藉此扭轉劣勢，她與基督教近鄰及巴耶塞特一世的一名兒子簽訂和約，拜占庭帝國得以收回塞薩洛尼基及大部分的伯羅奔尼撒。在1403年回國後，於1410年代加強了摩里亚的防務。
奧斯曼的穆拉德二世于1422年對拜占庭展開了新的攻勢，拜占庭于1424年被迫與奧斯曼簽訂和約，並向奧斯曼繳納賠款。
曼努埃爾二世于1421年任命長子約翰八世为共同統治者，當曼努埃爾二世于1425年7月21日去世後，約翰八世便成為拜占庭唯一的統治者。
曼努埃爾二世富於文采，在漫長的統治中利用閒暇著作有神學、修辭學書籍與詩集，亦有書信集傳世，被視為拜占庭末期的代表性文人之一；在宮廷中，曼努埃爾二世喜好穿著樸素無飾，宛如喪服的白色長袍，並給朝臣與使節留下了『眼神哀傷的皇帝』的形象；曼努埃爾二世一朝雖無值得一提的文攻武略，但他作為一個靈活且富於耐心的外交家，仍或多或少地延緩了帝國的最終時刻的降臨。

## 子女

1410年西安纳托利亚和巴尔干半岛形势图。拜占庭帝国仅剩君士坦丁堡及相邻地带、塞萨洛尼基、摩里亚专制国、特拉布宗（未显示在图中）等不相统属的残余部分。托科家族在希腊西部割据并统治着凯法利尼亚及扎金索斯特权领，十字军残部组成的群岛公国、内格罗蓬特三主国等政权统治着基克拉泽斯群岛、埃维亚岛等地，威尼斯统治着克里特，医院骑士团于罗德岛附近割据。奥斯曼帝国已占据了安纳托利亚及巴尔干的大片土地。多个安纳托利亚侯国存在于安纳托利亚西南部。

曼努埃尔二世于1392年2月10日与海伦娜·德拉加什成婚，他们的子女包括：
- 长女，其名不详
- 君士坦丁·巴列奥略，早夭
- 约翰八世·巴列奥略（1392年－1448年），拜占庭皇帝（1425年至1448年在位）
- 安德洛尼卡·巴列奥略（？－1429年）
- 次女，其名不详
- 狄奥多尔二世·巴列奥略（？－1448年）
- 米海尔·帕里奥洛格斯，早夭
- 君士坦丁十一世·巴列奥略（1405年－1453年），摩里亚专制君主，拜占庭末代皇帝（1449年－1453年在位）
- 季米特里奥斯·巴列奥略（约1407年－1470年），摩里亚专制君主
- 托马斯·巴列奥略（约1409年－1465年），摩里亚专制君主

## 註腳
1. ↑  The Oxford History of Byzantium，第273頁
2. ↑  The Oxford History of Byzantium，第274頁
3. ↑  Philip Sherrard. . Time-Life Books. 1967年: 第167頁 （英语）.